# Nationalpark Vorpommersche Boddenlandschaft
Nationalpark Vorpommersche Boddenlandschaft der blev oprettet i 1990, er med sine 805 km² den største nationalpark i Mecklenburg-Vorpommern. Den ligger ved kysten til Østersøen nordøst  for Rostock og nord for Stralsund. Den består af adskillige øer, halvøer og vådområder i området omkring Rügen og Nordvorpommern.
Nationalparken består af :
- Halvøen Darß
- Vestkysten af øen Rügen
- Øen Hiddensee
- Øen Ummanz
- Den nordlige del af  Darß-Zingster Boddenkette
- En række lavvandede vådområder
- Adskillige småøer i området.

Nationalparken er karakteriseret af lavvandede vådområder, der huser en unik kystfauna. Alle områder i nationalparken er berømt som rasteplads for titusinder af gæs og traner. 